# Así murió Riabuchinska (cuento de Ray Bradbury)
Así murió Riabuchinska (título original en inglés: And So Died Riabouchinska) es un cuento del escritor estadounidense Ray Bradbury publicado originalmente en la revista The Saint Detective Magazine de junio/julio de 1953.
Fue incluido en sus libros de cuentos The Machineries of Joy (1964) y The Stories of Ray Bradbury (1980).

## Argumento
Un hombre aparece muerto en el sótano de un teatro y el detective encargado del caso interroga a su principal sospechoso, un ventrílocuo. Pero lo que no sabe es que contará con la ayuda de Riabuchinska, una muñeca excepcional.

## Adaptaciones televisivas
El cuento fue adaptado para la serie televisiva Alfred Hitchcock Presenta. El episodio titulado And So Died Riabouchinska (T1 E20) fue emitido el 12 de febrero de 1956. Fue  dirigido por Robert Stevenson e interpretado por Claude Rains y Charles Bronson.
El propio Bradbury adaptó el cuento para la serie televisiva The Ray Bradbury Theater. El episodio titulado And So Died Riabouchinska fue emitido el 28 de mayo de 1988 (T2 E12). Dirigido por Denys Granier-Deferre, está protagonizado por Alan Bates, Jean-Pierre Kalfon y Patti Layne.